# Hans Otto Roth
Hans Otto Roth (Segesvár, 1890. április 29. – Bukarest, 1953. április 1.) romániai német politikus.

## Élete és pályafutása
Apja Karl Roth ügyvéd (1846-1901), anyja Louise Roth, szül. Hausenblaß (1855-1915). Nagyapja, Karl Roth, Segesváron vezető tisztséget töltött be mint Stadthann (városkapitány). Az általános iskola elvégzése után (1896-1900) a segesvári evangélikus gimnáziumban tanult 1900-1908 között. 1908-től 1912-ig jogot tanult a budapesti, bécsi, berlini és zürichi egyetemeken. 1913 áprilisában végzett Budapesten. 1912-ben ő volt az Szász Diákok Szövetségének elnöke. Az egyetem elvégzése után 1915-ig egy budapesti ügyvédi irodában dolgozott, majd 1917-ig katonai szolgálatot teljesített. 1917-1918-ban a nagyszebeni Siebenbürgisch-Deutsches Tageblatt szerkesztője volt.
Politikai karrierjét 1918-ban kezdte Erdély Romániával való egyesülése után. Ügyvédként és az Erdélyi Német Nemzeti Tanács központi választmányának titkáraként a romániai  németeknek az új politikai környezetbe integrálódásán dolgozott. 1919. januárban Roth volt a medgyesi gyűlés egyik fő szónoka, és tagja volt annak a küldöttségnek, amely a gyűlés határozatát átadta a bukaresti kormánynak és a királynak. A Német-Szász Nemzeti Tanács ötfős vezetőségének tagjaként előkészítette az 1919. november 4-én tartott szász nemzeti gyűlés programját. Ugyanebben az évben parlamenti képviselővé választották, és 1938-ig parlament tagja volt. Hosszú parlamenti tevékenységének köszönhetően a szenátus tagja lett, és mind a romániai német, mind a román politikai körökben híressé vált. 1922-től kezdve a Romániai Német Párt elnökeként a parlament német frakcióját is vezette.
Rudolf Brandschsal ellentétben, aki szövetségre akart lépni az erdélyi románok Nemzeti Liberális Pártjával, hogy ily módon segítse a romániai németek politikai programjának megvalósítását, Roth arra az álláspontra helyezkedett, hogy a német kisebbségnek nem szabad egyik párthoz sem kötődnie, hanem együttműködést kell keresnie a mindenkori kormánnyal. Álláspontját sikerült érvényesítenie, emellett a romániai németek számára egy bizonyos számú helyet biztosított a parlamentben, és néhány követelés esetében sikerült elérnie a jóindulatú hozzáállást. A német parlamenti képviselőket mindazonáltal rengeteg kudarc érte, mivel a két világháború között működő számos kormány miután hatalomra jutott, gyakran nem tartotta magát a korábbi megállapodásokhoz, és semmiképpen sem akarta elfogadni a nemzeti kisebbségek csoportos jogait. A német anyanyelvű iskolák, egyházak és egyesületek engedélyezése sikert jelentett, amely bizonyos fejlődési lehetőségeket biztosított a romániai németek számára.
1921–1923 között Roth a Deutsches Theaterverein elöljárója, 1928–1932 között a nagyszebeni Allgemeine Sparkasse elnöke, 1938–1942 között az erdélyi villamosenergia-társaság másodelnöke, 1939–1941 között a nagyszebeni villamosművek igazgatóságának elnöke,  1939–1942 között a Siebenbürgisch-Deutsches Verlag (a Siebenbürgerisch-Deutsches Tageblatt kiadója) igazgatóságának elöljárója volt. Több ízben viselt egyházi tisztségeket, így 1927-ben fő jogtanácsosként, 1926–1932 között az országos konzisztórium tagjaként, 1932–1949 országos kurátorként tevékenykedett az evangélikus egyházban. 1935–1948 között Bukarestben is folytatott ügyvédi tevékenységet. 1931 és 1934 között ő töltötte be a Európai Német Népcsoportok Szövetsége (Verband der deutschen Minderheiten in Europa) elnöki tisztségét. Ebben a minőségében 1933. június 15-én tiltakozott Adolf Hitler kancellárnál a Németországban elkezdődött zsidóüldözés ellen, és rámutatott, hogy ez milyen károkat okozhat az európai német kisebbségeknek.
Roth aggodalommal és elutasítással szemlélte a romániai nemzetiszocialista megújulási mozgalmat, amelyet Fritz Fabritius vezetett. 1940. július 4-én Rothot kisebbségügyi miniszternek nevezték ki Ion Gigurtu kormányában, ő azonban visszautasította a kinevezést. Egy 1940. szeptember 8-i megbeszélésen az új kormányfő, Ion Antonescu felajánlotta neki az igazságügyi miniszteri tisztséget, mivel Roth ezt visszautasította, az oktatási tárcát ajánlotta neki, majd amikor Roth ezt is elutasította, szabad választást ajánlott neki a minisztériumok között.
November 23-án Románia Németország oldalán belépett a háborúba. Három nappal előtte, a Deutsche Volksgruppe, valamint az új NSDAP der Deutschen Volksgruppe in Rumänien vezetése hivatalos elismerést nyert, és jogot kapott arra, hogy "kibocsássa a nemzeti élet megőrzéséhez szükséges, a nemzethez tartozók számára kötelező szabályokat". A Volksgruppe vezetője Andreas Schmidt volt, aki a mozgalom megújításának akadályozójaként és vesztesként emlegette Rothot. 1943. szeptember 28-i beszédében Schmidt Schmidt lógósnak és gyávának nevezte Hans Otto Roth Herbert nevű fiát, aki megtagadta, hogy a román hadseregből a Waffen-SS-be menjen át. A sértés miatt Herbert és Hans Otto Roth egyaránt párbajra hívták ki Schmidtet, a kihívást párbajsegédként két román tábornok adta át. Schmidt megtagadta az elégtételt; ekkor Roth pert indított ellene, amely a második világháború után ért véget azzal az eredménnyel, hogy az ismeretlen helyen tartózkodó Schmidtre pénzbüntetést szabtak ki.
Az 1944. augusztus 23-i királyi puccs és Románia kiugrása a német szövetségből után Roth volt parlamenti kollégáival együtt próbálta ellátni a vezetők nélkül maradt romániai németek képviseletét. Felszólította a romániai németeket, hogy legyenek lojálisak a román államhoz. Sikertelenül próbálta megakadályozni a romániai németek deportálását a Szovjetunióba 1945 elején. A második világháború után kommunista vezetés alá került Romániában a régi elitet és a politikai ellenfeleket megfosztották vagyonuktól, deportálták vagy megölték; így Rothot is 1948 kora tavaszán letartóztatták, és mintegy nyolc hétig tartották fogva Bukarestben a belügyminisztériumban. 1952-ben a  Securitate ismét bebörtönözte, és egy évvel később a politikai foglyok ghenceai börtönében halt meg 1953. április 1-jén. Feleségét és két gyermekét nem értesítették haláláról.

## Fordítás
Ez a szócikk részben vagy egészben  a   Hans Otto Roth című német Wikipédia-szócikk ezen változatának fordításán alapul.  Az eredeti cikk szerkesztőit annak laptörténete sorolja fel. Ez a jelzés csupán a megfogalmazás eredetét és a szerzői jogokat jelzi, nem szolgál a cikkben szereplő információk forrásmegjelöléseként.